# إدوارد ويتن
إدوارد ويتن (بالإنجليزية: Edward Witten)‏ (ولد في 26 أغسطس 1951) فيزيائي أمريكي متخصص في الفيزياء النظرية وبالأخص الفيزياء الرياضية ويشغل حاليًا منصب أستاذ الفيزياء الرياضية في معهد الدراسات المتقدمة الأمريكي.
يعد ويتن من كبار الباحثين في نظرية الأوتار الفائقة ونظرية الجاذبية الكمية، وغيرها من مجالات الفيزياء الرياضية. ويعتبره بعض أقرانه واحدًا من أعظم علماء الفيزياء، بل خليفة ألبرت أينشتاين.
كما قدم مساهمات ساعدت في سد الثغرات بين الفيزياء الأساسية ومختلف مجالات الرياضيات. وفي عام 1990، حصل على وسام فيلدز من قبل الاتحاد الدولي للرياضيات، وهو أعلى تكريم في الرياضيات، ويعتبر في كثير من الأحيان ما يعادل جائزة نوبل في الرياضيات، وهو الفيزيائي الوحيد الذي نال هذا الشرف.

## روابط خارجية
- إدوارد ويتن على موقع الموسوعة البريطانية (الإنجليزية)
- إدوارد ويتن على موقع مونزينجر (الألمانية)
- إدوارد ويتن على موقع ميوزك برينز (الإنجليزية)
- إدوارد ويتن على موقع إن إن دي بي (الإنجليزية)